# Carole Thate
Carole Helene Antoinette Thate (* 6. Dezember 1971 in Utrecht) ist eine ehemalige niederländische Hockeyspielerin.

## Leben
Thate spiele in 168 internationalen Spielen für die Niederlande, in denen sie vierzig Tore schoss. Ihr sportliches Debüt gab sie für die Niederlande am 20. November 1989 in einem Freundschaftsspiel gegen England.
Thate gehört zur niederländischen Mannschaft, die 1996 die Bronzemedaille bei den Olympischen Sommerspielen in Atlanta und ebenso die Bronzemedaille vier Jahre später 2000 bei den Olympischen Sommerspielen in Sydney, gewann. Thate war mehrere Jahre Kapitän der niederländischen Hockeymannschaft. Sie spielte des Weiteren als Mittelfeldspielerin bei den niederländischen Clubs Shinty, Schaerweyde, Kampong und Amsterdamsche H&BC. Als sie ihre sportliche Karriere im Feldhockey beendete, wurde Thate Direktorin bei der niederländischen Organisation Johan Cruijff Foundation in Amsterdam.
Seit vielen Jahren lebt Thate mit der australischen Sportlerin Alyson Annan zusammen, die sie in den Niederlanden heiratete. Im Mai 2007 wurde Annan, mit Hilfe eines Freundes, der sich als Samenspender zur Verfügung stellte, ein Sohn geboren, welchen Annan und Thate gemeinsam sorgerechtlich als Eltern erziehen.